# Mañente (Pantón)
Mañente (llamada oficialmente San Mamede de Mañente) es una parroquia y una aldea española del municipio de Pantón, en la provincia de Lugo, Galicia.

## Límites
Limita al norte con las parroquias de Toldaos y Vid al norte, las parroquias de Pantón y Vilamelle al oeste, Distriz al este y Refojo y Neiras al sur.

## Organización territorial
La parroquia está formada por doce entidades de población, constando una de ellas en el nomenclátor del Instituto Nacional de Estadística español:
- A Fonte
- Campelos
- Carretera (A Carretera)
- Couto
- Eireos
- Estrada (A Estrada)
- Mañente
- Outarelo
- Pacios
- Pozo (O Pozo)
- Valado
- Varela

## Demografía
Gráfica demográfica de la aldea y parroquia de Mañente según el INE español:
| Gráfica de evolución demográfica de Mañente entre 2000 y 2022 |
|                                                               |
| Datos según el nomenclátor publicado por el INE.              |